# جیمی تیبو
جیمی تیبو (انگلیسی: Jaimie Thibeault؛ زادهٔ ۲۳ سپتامبر ۱۹۸۹) بازیکن والیبال اهل کانادا است.
از باشگاه‌هایی که در آن بازی کرده‌است می‌توان به فوتورا بوستو آرسیتسیو اشاره کرد.